# Hrebinka
Hrebinka (ukrajinsky Гребінка, rusky Гребёнка – Grebjonka) je město v Poltavské oblasti na Ukrajině.

## Poloha a doprava
Hrebinka leží na levém břehu říčky zvané Hnyla Oržycja, levého přítoku Oržycji v povodí Suly.
Jedná se o důležitý železniční uzel, kde se kříží tratě Kyjev–Poltava–Charkiv a Oděsa–Čerkasy–Černichiv.

## Dějiny
Původně zde byla vesnice Tin, která se stala koncem devatenáctého století důležitým železničním uzlem. Hrebinka je poměrně mladé město, bylo totiž založeno již v roce 1895. Tehdy začala stavba železniční trati Charkov-Kyjev. Nejprve byla postavena nová železniční stanice u vesnice Horodyshche, která byla pojmenována Hrebinka na počest ukrajinského spisovatele, který se narodil nedaleko, ve vesnici Maryanivka. V roce 1901 byla přejmenována na současné jméno k poctě
Jevhena Pavlovyče Hrebinky, ukrajinského spisovatele, který se narodil nedaleko.